# Стрева
Стрева (лит. Strėva) — річка в Тракайському районі, муніципалітеті Електренай та Кайшядорському районі, права притока Немуна.
Річка починається в селі Мацкантішкис, в 5 км на схід від Ауштадвариса. Протікає на схід та проходить кілька озер : Станка, Гілушис, Єглі, Стрєва, Стрєваіті, Нестревантис. Далі річка проходить через Електринайське водосховище і тече далі на захід. Канал Стреви спрямований уздовж озера Ілгіс. Річка впадає в Каунаське водосховище поблизу села Лашинай.
Притоки:
- праворуч — Лукнія, Бєржуолє, Дубрейка, Думблє, Калпє, Жєжмарє;
- ліворуч — Дабінта, Вуоласта, Спенгла, Кємента, Кертус, Лімшсюс.

Типова ширина річкової долини складає 200—400 м. Більша частина річки пролягає до Жежмаряй — 1,5 км. Ширина русла річки до ставу Електренай становить 1,5-12 м, нижче ставу — 15-20 м.
Найбільші населені пункти поблизу річки : Стрівінінкай, Стрєва, Багдононис, Семелішкєс, Пастрєвис, Електренай, Науйосіос Кєтавішкєс, Кудонис, Лютонис, Бачконис, Муро Стрєвінінкай, Жежмаряй, Медінай Стрєвінінкай, Біяутонис.
| Річка | Це незавершена стаття про річку. Ви можете допомогти проєкту, виправивши або дописавши її. |